# Park-šuma Mirogoj
Park-šuma Mirogoj, park-šuma u Hrvatskoj i jedna od 17 park-šuma na prostoru Grada Zagreba. Nalazi se na Mirogoju. Površina iznosi 126,54 ha, od čega na šumu odpada 46,94 ha.
Proteže se s istočne strane groblja na Mirogoju, u predjelima Črleni jarek i Fučkov jarek, na nadmorskoj visini od 164 m n.m. do 238 m n.m. Karakteriziraju je sastojine hrasta kitnjaka srednje dobi, približno 60 godina. Na južnoj polovici raste 65-godišnja sastojina hrasta kitnjaka s pojedinačno primiješanim stablima bukve, graba, klena, lipe, bagrema, četinjača, divlje trešnje i drugih vrsta. U sjeverozapadnoj polovici odsjeka, gdje je i veći udio kitnjaka, kakvoća je sastojine bolja: stabla su dugih i ravnih debala, srednje razvijenih ili uskih krošanja. Idući prema jugoistoku sastojina postaje sve lošije kakvoće, stabla su niža, kraćih debala i razvijenije krošnje. Na sjevernoj polovici ove park-šume raste mješovita kitnjakovo-grabova sastojina s primjesama već spomenutih vrsta drveća.
Prosječna drvna zaliha iznosi 298,72 m3/ha, a prirast 7,56 mVha. Nužno je obavljati njege proredom,  a u starim sastojinama radove na pomlađivanju. Državnih šuma je 29,95 ha, privatnih 16,99 ha, ostalih površina 79,60 ha. Prosječna drvna zaliha je 298,72 prostorna metra po hektaru. Prosječni godišnji tečajni prirast je 7,56 prostornih metara po hektaru.